# Avanti!
«Аванти!» (итал. Avanti! — Вперёд!) — итальянская газета, издаётся с 25 декабря 1896 года. Изначально создавалась как центральный орган Итальянской объединённой социалистической партии. Выходит в Риме и в Милане.
В период фашистской диктатуры (1922—1943) «Аванти!» издавалась в 1926—1943 годах в Париже.
В 1912—1914 годах главным редактором газеты являлся Бенито Муссолини. В 1992 году после ряда скандалов в рядах Итальянской социалистической партии, газета практически обанкротилась, кризис длился вплоть до 2006 года, когда с приходом нового редактора, газета перестала являться печатным органом партии, и стала позиционироваться как независимое издание социалистической направленности.